# Vivant Denon
Dominique Vivant, Barão Denon - mais conhecido por Vivant Denon (Chalon-sur-Saône, 4 de janeiro de 1747 — Paris, 27 de abril de 1825) foi um pintor, arqueólogo, escritor e diplomata francês.

## Da riqueza à penúria
Depois de haver freqüentado as academias de vários artistas da capital francesa quando foi apresentado no Palácio de Versalhes, sendo ali notado pelo rei Luís XV, que o nomeou aos 21 anos Cavalheiro ordinário do Rei (gentilhomme ordinaire) sendo intendente de uma coleção de pedrarias antigas, passando por valido de Pompadour.
Durante os anos de 1773-74 participou de missões diplomáticas na Rússia.
Em 1769 fez encenar sua comédia "Julie, ou Le bon père", que não teve grande repercussão, diferentemente do conto libertino "Point de lendemain", publicado anonimamente em 1777, que tornou-se um sucesso do gênero.
Após a missão russa, participou de outra na Suíça, aproveitando para travar amizade com Voltaire, onde pinta seu famoso quadro "Almoço de Ferney", e retrata o célebre filósofo. Tinha como meta o conhecimento dos grandes mestres e então parte para Florença.
Permanece em Nápoles, como secretário da embaixada francesa, até 1785, ano em que revende a Luís XV uma coleção de vasos etruscos, entrando para a Real Academia de Pintura e Escultura, como gravador.
Muda-se para Veneza onde estabelece moradia; ali dedica-se à pintura e ao ensino da gravura, bem como à pesquisa de objetos arqueológicos para sua coleção. Também freqûenta o salão de Isabella Teotochi Marine, de quem caíra nas graças.
Estava ainda na Itália quando toma conhecimento da eclosão da Revolução Francesa (julho de 1793), o que fez retornasse imediatamente a Paris. Ali descobre que de gentilhomme e rico, passara a ser considerado dentre os emigrantes, com todos os seus bens desapropriados pelos revolucionários. Vagabundeia pelos arredores da capital, sobrevivendo com alguns desenhos, e encontrou um benfeitor em Jacques Louis David, o pintor da Revolução, e obteve a restituição dos seus bens com Robespierre, bem como tirado o nome da lista dos "emigrados". Nesta época conhece Josefina Beauharnais, por intermédio de quem é apresentado a Napoleão.

## Expedição ao Egito

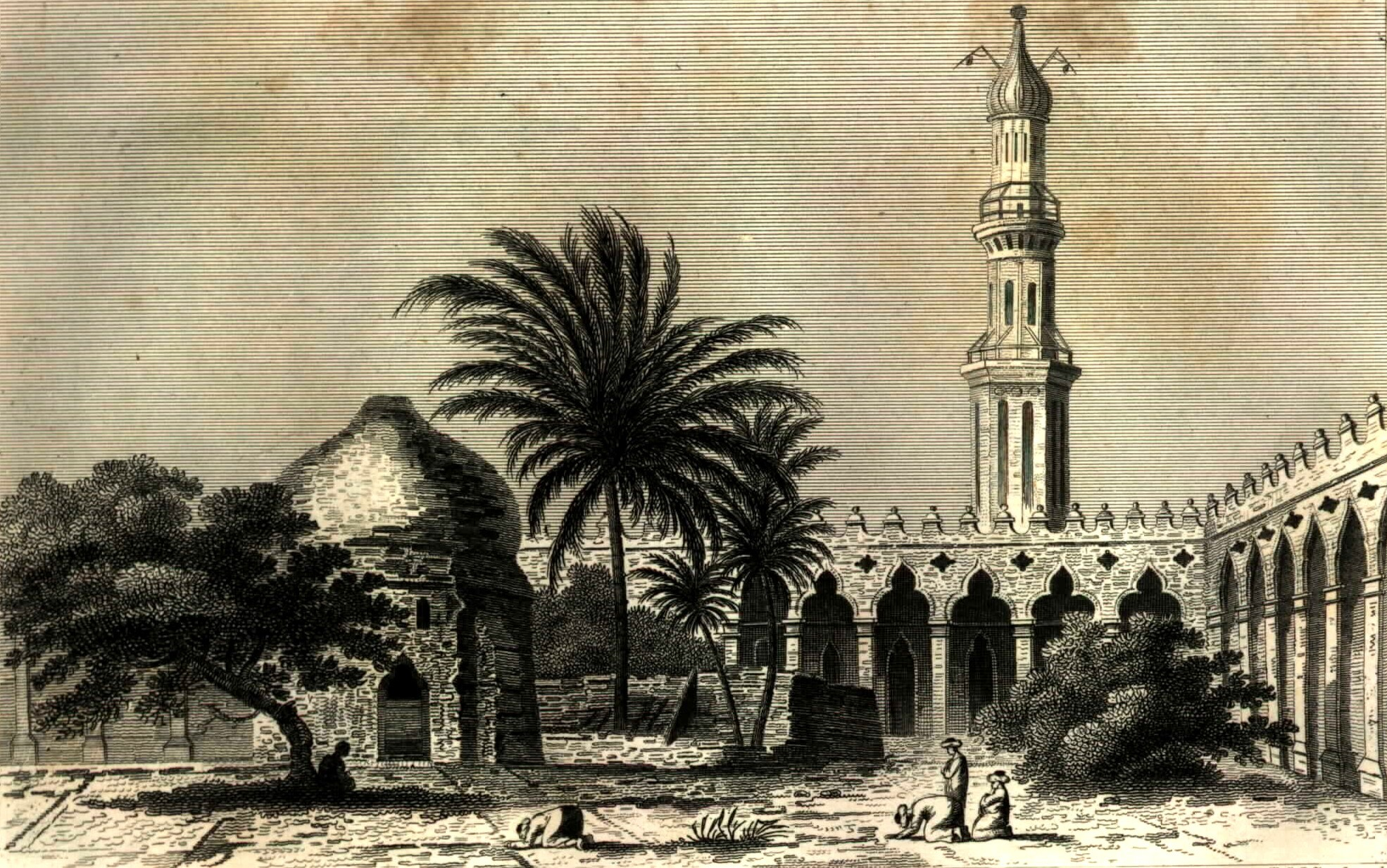
Ilustração de Edward Daniel Clarke (1805), baseado em original de Denon, na expedição ao Egito

Seguindo a expedição de Napoleão na conquista do Egito, Denon passou todo um ano inteiro acompanhando as mais variadas expedições. Já cinqüentenário, varava o deserto junto ao general Desaix, em perseguição aos mamelucos. Registrava em desenhos tudo quanto via - como a capela de Amenófis III, localizada em Elefantina e destruída em 1822 - sendo o seu desenho o único a retratá-la para sempre.
Esta farta produção serviu de base para a obra considerada a fundadora da Egiptologia, o Description de l'Égypte.

## Direção de Artes
Ocupou, depois da expedição egípcia, de 1802 a 1804 (nomeado por decreto de 19 de novembro de 1802) o cargo de Diretor do Musée central des Arts e do Musée Napoléon. Aí realiza um trabalho que vem efetivamente a atender aos trabalhos conservatoriais.
de 1805 a 1812 acompanha o Imperador nas invasões europeias, visitando todos os museus e bibliotecas das nações por onde este passava, realizando inúmeras apreensões. De 1812 a 1815 vive as agruras dos pedidos de devolução dos bens apreendidos, que reluta em executar, protelando-as, objetivando assim que as dificuldades do momento fossem ultrapassadas, e o patrimônio continuasse no Museu. Em 1815 foi, finalmente, desligado de suas funções.

## Publicações
- Vivant Denon (1803). Travels in Upper and Lower Egypt during the campaigns of General Bonaparte in that country. I. Translator Arthur Aikin. [S.l.]: Heard and Forman, for Samuel Campbell
- Vivant Denon (1803). Travels in Upper and Lower Egypt during the campaigns of General Bonaparte in that country. II. Translator Arthur Aikin. [S.l.]: Heard and Forman, for Samuel Campbell
- Vivant Denon (2009).  Peter Brooks, ed. No Tomorrow. Translator Lydia Davis. New York: New York Review of Books. ISBN 978-1-59017-326-8
- Claude Joseph Dorat (1928). Never again!: (Point de lendemain) and other stories. Translator Eric Sutton. [S.l.]: Chapman & Hall, ltd. Uma nota no início deste livro afirma 'Point De Lendemain, cuja autoria também foi atribuída a Vivant Denon foi publicada pela primeira vez em 1777'. Daí a autoria ser declarada como Dorat na tradução de Sutton.
- Vivant Denon (1876). Point de lendemain: conte dédiée à la reine. [S.l.]: I. Liseux. Point de lendemain.